# Municipio de Soledad Etla
El municipio de Soledad Etla (en náhuatl: etl ‘frijol’, tla ‘lugar’; 'Lugar de frijol') es un municipio de 5,591 habitantes situado en el Distrito de Etla, Oaxaca, México.

## Demografía
En el municipio habitan 5,591 personas, de las cuales, menos del 2% hablan una lengua indígena. El municipio tiene un alto índice de marginación.

### Localidades
En el municipio se encuentran los siguientes poblados:
| Localidad        | Población (2010) |
| ---------------- | ---------------- |
| Soledad Etla     | 3,407            |
| Matadamas        | 962              |
| Estanzuela       | 396              |
| El Sabino        | 55               |
| El Zorrillo      | 37               |
| El Arroyo Veinte | 31               |